# Жерань-Малий
Жерань-Малий (пол. Żerań Mały) — село в Польщі, у гміні Ольшево-Борки Остроленцького повіту Мазовецького воєводства.
Населення — 104 особи (2011).
У 1975-1998 роках село належало до Остроленцького воєводства.

## Демографія
Демографічна структура станом на 31 березня 2011 року:
|          | Загалом | Допрацездатний вік | Працездатний вік | Постпрацездатний вік |
| -------- | ------- | ------------------ | ---------------- | -------------------- |
| Чоловіки | 52      | 14                 | 31               | 7                    |
| Жінки    | 52      | 9                  | 34               | 9                    |
| Разом    | 104     | 23                 | 65               | 16                   |